# Acanthaspidia laevis
Acanthaspidia laevis is een pissebed uit de familie Acanthaspidiidae. De wetenschappelijke naam van de soort is voor het eerst geldig gepubliceerd in 1978 door Chardy.